# 吕菲约
吕菲约（法語：Ruffieux，法語發音：[ʁyfjø]）是法国萨瓦省的一个市镇，属于尚贝里区。

## 地理
吕菲约（45°50'57"N, 5°50'38"E）面积13.21 平方千米，位于法国奥弗涅-罗讷-阿尔卑斯大区萨瓦省，该省份为法国东部省份，历史上为薩伏依的一部分，北起上萨瓦省，西接伊泽尔省和安省，南部和东部与上阿尔卑斯省和意大利接壤。
与吕菲约接壤的市镇（或旧市镇、城区）包括：尚德里约、绍塔涅地区塞里耶尔、莫伊、屈洛兹-贝翁、昂特勒拉克。

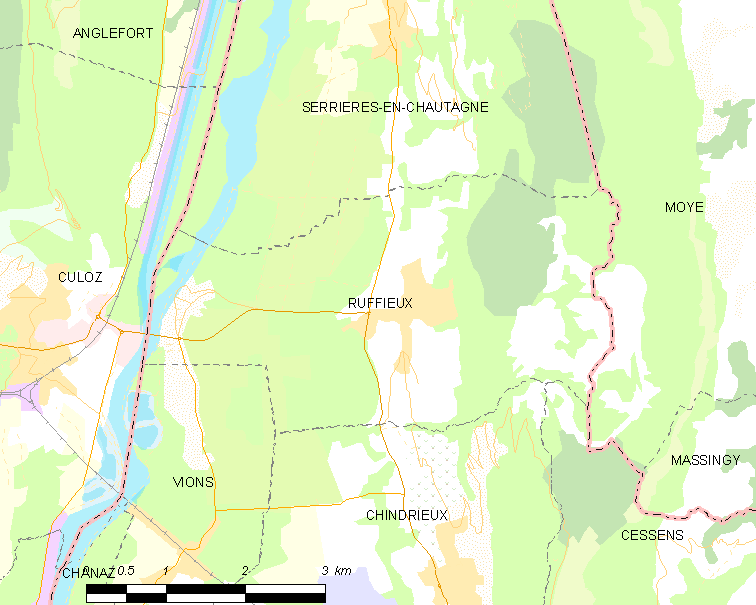
吕菲约的OSM定位图

吕菲约的时区为UTC+01:00、UTC+02:00（夏令时）。

## 行政
吕菲约的邮政编码为73310，INSEE市镇编码为73218。

## 政治
吕菲约所属的省级选区为萨瓦比热县。

## 人口

1962-2008年间吕菲约人口变化图示

吕菲约于2022年1月1日时的人口数量为808人。